# Дягилево (Рязань)
Дя́гилево — городской микрорайон в составе Московского района города Рязани.

## Происхождение названия и история
По поводу происхождения названия Дягилево существуют две основные версии. Согласно первой из них в основе топонима лежит слово «дягиль» («дягель»), которым в русских народных говорах обозначались разные растения, в частности, борщевик — растение семейства зонтичных. Вторая предполагает антропонимическое происхождение топонима — от фамилии (прозвища) Дягиль, Дягелев, которая известна в источниках с XVI века. В бассейне Оки известны аналоги названия: деревня Дягилевка, проток Дягилевский.
В качестве села Дягилево упоминается в Рязанских платёжных книгах 1628 и 1630 годов. Церковь Рождества Пресвятой Богородицы в селе Дягилево значится в окладных книгах Рязанской епархии 1676 года, где при ней показаны «двое попов и двое дьячков, да 86 приходских крестьянских дворов». В петровские времена Дягилево обезлюдело и пришло в упадок, поскольку великое множество мужиков было отправлено в армию: в произведённом по указу преосвященного Стефана митрополита Рязанского от 22 января 1711 года подьячим Иваном Морозовым досмотре в селе Дягилево и в деревне Дягилево «в остатке приходу» оказалось только 29 дворов. Медленное возрождение села началось при императрице Елизавете Петровне. Тогда среди владельцев дягилевских земель значился стольник Лаврентий Михайлович Полонский. От него часть селения перешла к Андрею (Меньшому) Семёновичу Кропотову, при котором в 1744 году была перекрыта кровля и поправлены рундуки в дягилевском храме. 1790 году обветшавшая церковь была сломана, а на её месте построен новый деревянный храм во имя Рождества Пресвятой Богородицы с приделом в честь Тихвинской иконы Божией Матери. Средства на храм пожертвовал Пётр Андреевич Кропотов, владевший большей частью села Дягилево, где в то время насчитывалось 443 мужских и 422 женских душ. В 1811 году дягилевская церковь была отремонтирована и обнесена оградой, деньги на которую дали Александр Петрович Кропотов и его жена Александра Ивановна. В 1865 году, когда земли перешли от Кропотовых и их наследников к другим владельцам, в селе воздвигли каменную церковь. В 1878 году в Дягилеве открылась деревянная школа, где обучали письму, чтению, чистописанию, арифметике, Закону Божию.
Дягилево упоминается в книге Семёнова-Тян-Шанского «Россия». В ней говорится, что в XIX веке село Дягилево относилось к Рязанской губернии, находилось в Рязанском уезде на Зарайской дороге из города Рязани у железнодорожного пути. В XIX веке в селе было 1500 жителей, оно принадлежало барину Андрею Петровичу Боде.
В 1881 году владельцем села стал Михаил Григорьевич фон Дервиз. По наследству имение перешло к Нине Михайловне фон Дервиз. В 1905 году в Дягилеве стояло 243 двора; мужчин — 770, женщин — 781. Имелись деревянные церковь и школа, две молочные лавки, казенная винная лавка, кирпичный завод, мельница. Крестьяне занимались хлебопашеством.
«Городская часть» Дягилева — а именно военный городок, свою историю ведёт с 1940 года, когда здесь было решено создать школу штурманов. Именно к этому году относятся первые постройки на территории городка. В 1941 году, когда стало ясно, что фашистские войска подступают вплотную к Рязани, школе пришлось переехать в Среднюю Азию. Однако уже в 1944 году она вернулась в Дягилево. Тогда и началось строительство первых жилых домов будущего городка. Постепенно «военное Дягилево» обрастало инфраструктурой — здесь построили стадион, школу, проложили асфальтированную дорогу, разбили сад.
В 1958 году весь посёлок Дягилево, включая и сельскую часть, вошёл в состав Рязани. В 1972 году в городе образовался Московский район, к которому присоединили территорию посёлка, принадлежавшую до того Железнодорожному району.

## Организации и предприятия
На территории микрорайона расположены:
- Детский сад № 31, ул. Белякова, д. 26А
- Средняя общеобразовательная школа № 21, ул. Белякова, д. 1А
- Средняя общеобразовательная школа № 30, ул. Аллейная, д. 56/66
- Детская школа искусств № 9, ул. Забайкальская, д. 14А
- Библиотека-филиал № 5 МУК «Централизованная библиотечная система г. Рязани», ул. Шаповская, д. 58
- Гостиница «Байкал», ул. Забайкальская, д. 5
- Стадион «Сокол»
- 360 авиационный ремонтный завод, ул. Забайкальская, д. 25
- Рязанский музей дальней авиации, ул. Белякова, д. 9А

## Достопримечательности
- Церковь Рождества Пресвятой Богородицы, ул. Шаповская, д. 72А
- Церковь Илии Пророка, ул. Забайкальская, д. 25В
- Усадьба фон Дервизов, ул. Коняева, д. 52. В этой усадьбе в советские годы непродолжительное время вплоть до постройки нового здания для учебного заведения располагалась школа № 30, затем в здании находилась гостиница обкома КПСС. Ныне — Представительский комплекс Правительства Рязанской области
- Самолёт Ту-16
- Мемориальный парк Славы дальней авиации и аллея им. Героя Советского Союза А. В. Белякова
- Бюст А. В. Белякова, открытый 17 сентября 2010 года.[5] Надпись на постаменте: «Беляков Александр Васильевич, генерал-лейтенант, Герой Советского Союза, основатель 1-й высшей школы штурманского состава РККА». Скульптор — А. П. Усаченко, архитектор — Н. Н. Истомин

## Галерея

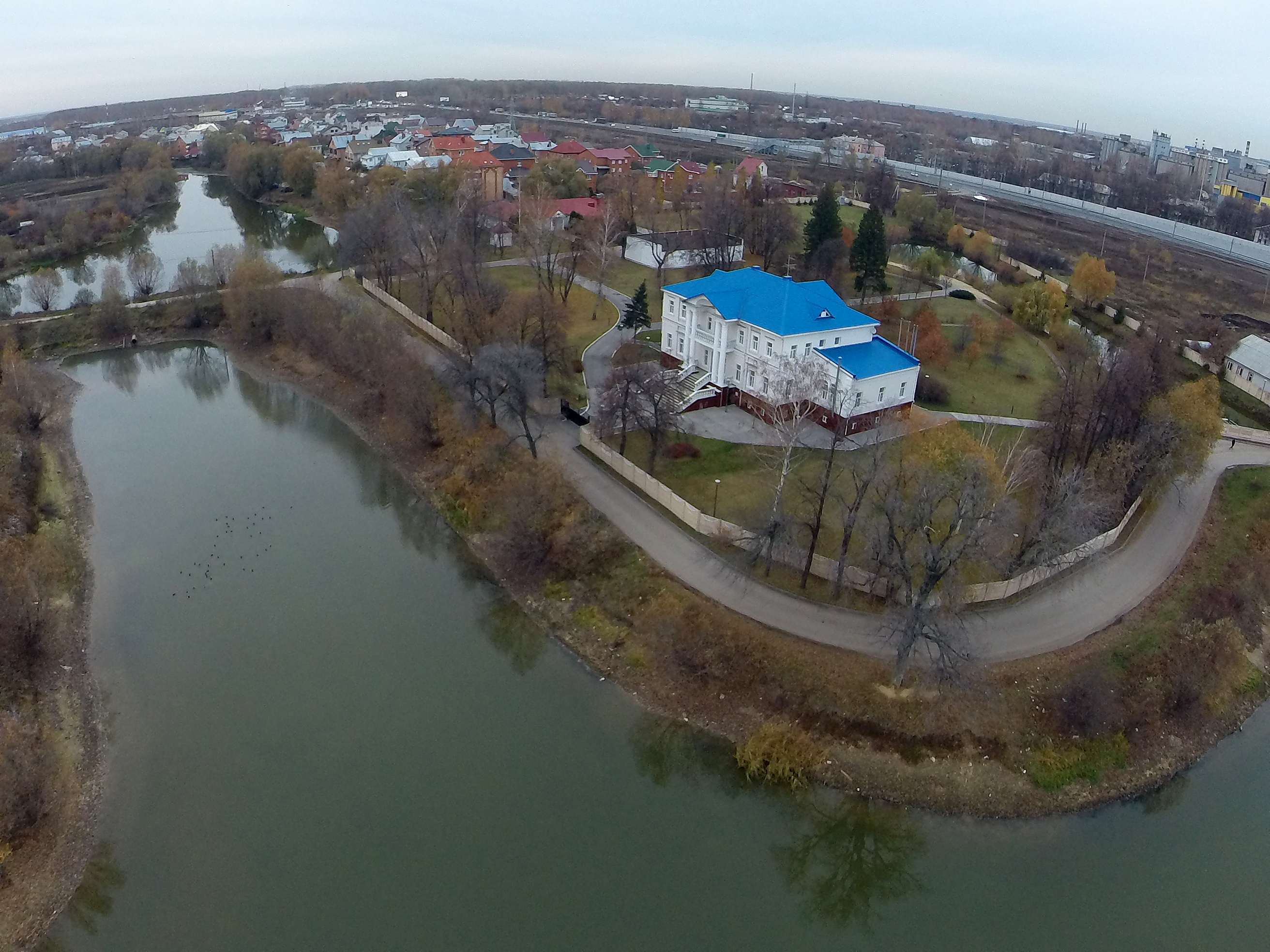
Вид на усадьбу фон Дервизов
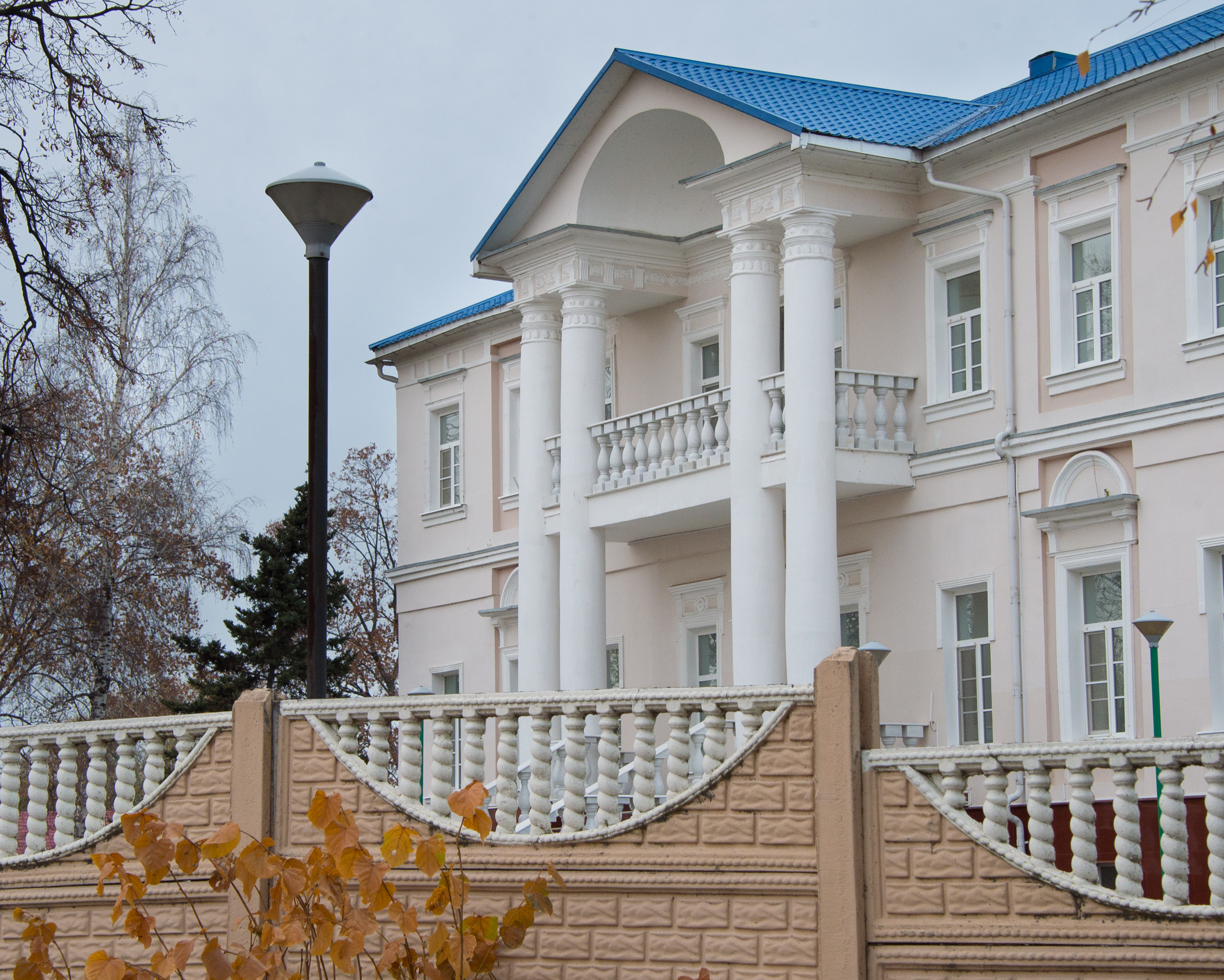
Дом фон Дервизов
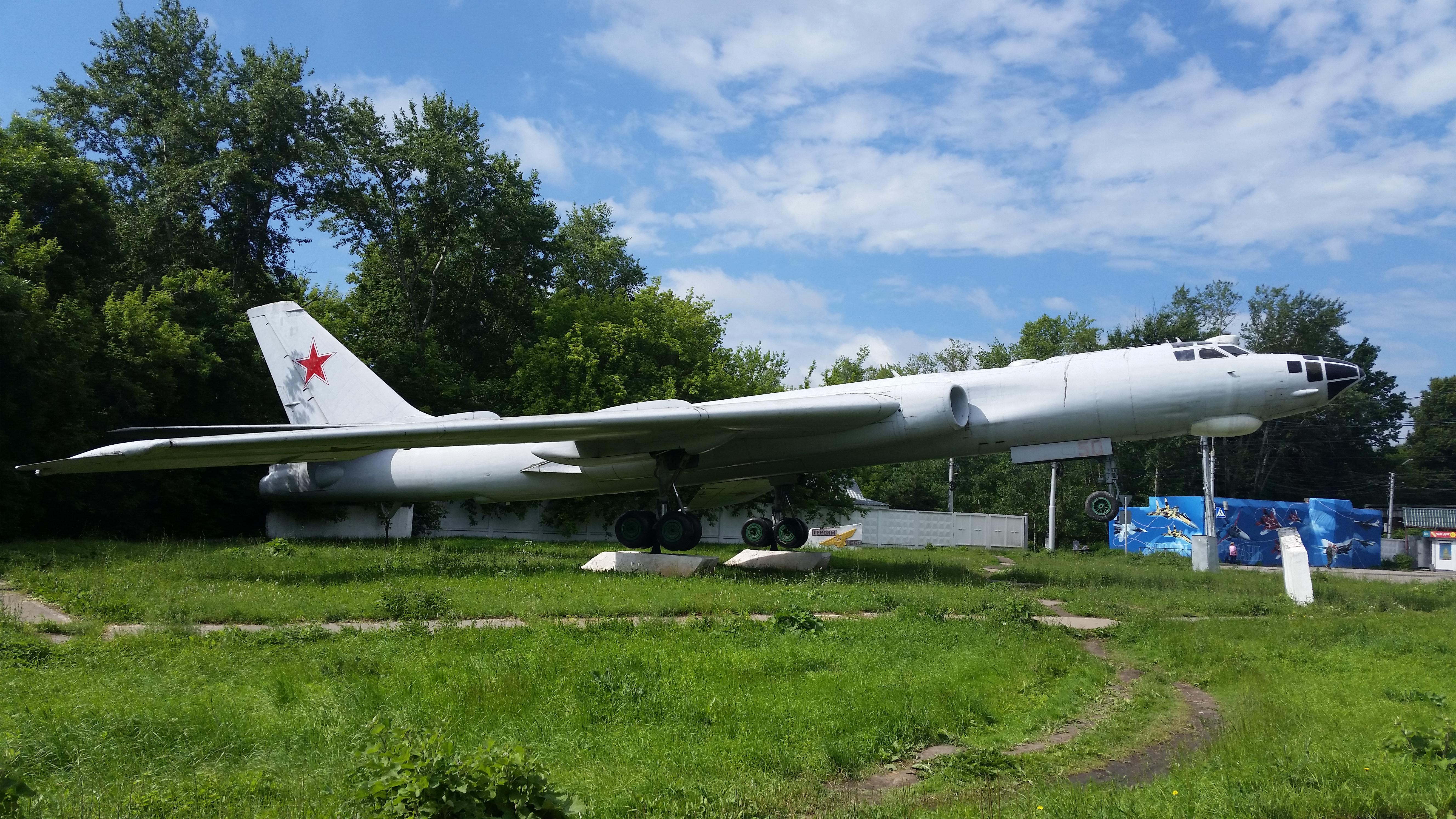
Самолёт Ту-16
А. В. Беляков

## Транспорт
- троллейбус № 1
- маршрутные такси № 41

## Улицы и проезды
- 1-й — 8-й Авиационные пр.
- 1-й — 8-й Аллейные пр.
- 1-й — 3-й Базарные пр.
- 1-й — 5-й Дягилевские пр.
- 1-й — 5-й Коняева пр.
- 1-й и 2-й Крайние пр.
- 1-й и 2-й Мушковатовские пр.
- 1-й и 2-й Почтовые пр.
- 1-й — 5-й Сиреневые пр.
- 1-й — 3-й Усадебные пр.
- 1-й — 3-й Центральные пр.
- 1-й Яблоневый пр.
- Авиационная ул.
- Аллейная ул.
- Базарная ул.
- Белякова ул.
- Березняковская ул.
- Восточная ул.
- Дашковская ул.
- Детская ул.
- Дягилевская ул.
- Животноводческая ул.
- Животноводческий пр.
- Забайкальская ул.
- Коняева ул.
- Крайняя ул.
- Московский Заулок ул.
- Мушковатовская ул.
- Овражная ул.
- Ольховая ул.
- Парковая ул.
- Парковый пр.
- Почтовая ул.
- Раменская ул.
- Сиреневая ул.
- Тюшевская ул.
- Усадебная ул.
- Хиринская ул.
- Хиринский пр.
- Центральная ул.
- Элеваторная ул.
- Элеваторный Заулок ул.
- Яблоневая ул.
- Ясеневая ул.